# Municipio de Taylor (condado de Harrison, Indiana)
El municipio de Taylor (en inglés: Taylor Township) es un municipio ubicado en el condado de Harrison en el estado estadounidense de Indiana. En el año 2010 tenía una población de 781 habitantes y una densidad poblacional de 10,71 personas por km².

## Geografía
El municipio de Taylor se encuentra ubicado en las coordenadas 38°2′5″N 85°58′59″O / 38.03472, -85.98306. Según la Oficina del Censo de los Estados Unidos, el municipio tiene una superficie total de 72.9 km², de la cual 72,75 km² corresponden a tierra firme y (0,21 %) 0,15 km² es agua.

## Demografía
Según el censo de 2010, había 781 personas residiendo en el municipio de Taylor. La densidad de población era de 10,71 hab./km². De los 781 habitantes, el municipio de Taylor estaba compuesto por el 97,95 % blancos, el 0,26 % eran afroamericanos, el 0,13 % eran amerindios, el 0,26 % eran asiáticos y el 1,41 % eran de una mezcla de razas. Del total de la población el 0,13 % eran hispanos o latinos de cualquier raza.